# Igreja de Nossa Senhora Mãe dos Homens (Rio de Janeiro)
A Igreja de Nossa Senhora Mãe dos Homens é um templo religioso católico, construído em meados do século XVIII. A igreja está localizada no Centro, bairro da cidade do Rio de Janeiro. É um patrimônio histórico nacional, tombado pelo Instituto do Patrimônio Histórico e Artístico Nacional (IPHAN), na data de 15 de julho de 1938, sob o processo de nº 0020-T-38.

## História
Em 1752, deu-se início as obras da Capela de Nossa Senhora Mãe dos Homens, após a criação da Irmandade Nossa Senhora Mãe dos Homens, em 1750. A capela foi projetada por José Fernandes Pinto Alpoim. Anterior à capela, a devoção à Nossa Senhora Mãe dos Homens era feita em um altar de pedra, próximo ao local da construção da capela.
No ano de 1790, foi construído o retábulo do altar-mor, as talhas do arco-cruzeiro e do coro, serviços feitos pelo Mestre Inácio Ferreira Pinto.
Em 1798, a igreja serviu de abrigo para o inconfidente mineiro Joaquim José da Silva Xavier, conhecido como Tiradentes.
Entre 1854 e 1856, foi refeito o trono do altar-mor e foram feitas as talhas dos dois altares da nave, por Antônio de Pádua e Castro.
Entre 1856 e 1863, a fachada foi reconstruída, feito pelo arquiteto Francisco Joaquim Bethencourt da Silva.

## Arquitetura
A igreja foi construída com nave única, capela-mor, sacristia, uma torre sineira e uma torre inacabada. A nave possui planta octogonal, com cobertura abobadada. A capela-mor possui planta retangular. A torre sineira foi construída com um pináculo revestido com azulejos portugueses com um galo de bronze em seu topo. O frontispício foi reconstruído em estilo neoclássico.